# Liban (étymologie)
Pour les articles homonymes, voir Liban (homonymie).
Le nom du pays, Liban, viendrait de la chaîne de montagnes connue sous le nom de « montagnes du Liban » depuis des temps immémoriaux.
Elle est située sur la côte orientale de la mer Méditerranée.

## Historique

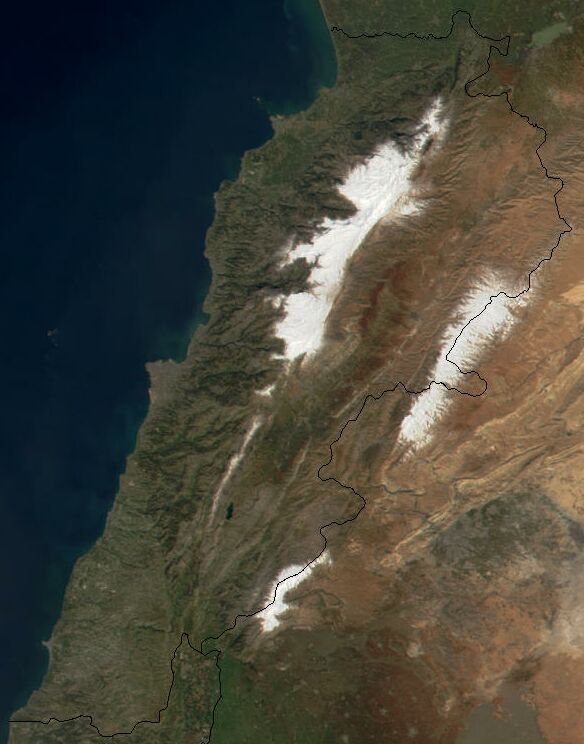
Carte du Liban où figurent les Mont Liban et l'Anti-Liban.

Le Liban a reçu successivement plusieurs noms : 
- Celui de « Liban » (vers 2900 av. J.-C.), qualifiant la blancheur de ses hauteurs enneigées ; Selon certains spécialistes, c'est un des plus anciens toponymes qui subsistent : aussi vieux, voire plus vieux, que l'écriture.
- Celui de « Phénicie » (vers 1200 av. J.-C.), à cause du commerce de pourpre qui a fait sa grande richesse  ;
- Ensuite, le pays a été intégré dans les frontières de la Grande « Syrie » (vers 330 av. J.-C.)[1],[2],
- Enfin, il a repris le nom de « Liban », au XIXe siècle, lors de l'instauration de la moutassarifat du Mont-Liban et de la création de l'État libanais.

### Historique du nom «Liban»
Il est mentionné plusieurs fois dans l'Ancien Testament : « Ton cou est comme une tour d'ivoire, tes yeux sont comme les étangs d'Heshbon, près de la porte de Bath-Rabbim. Ton nez est comme la tour du Liban, qui regarde vers Damas. » (Cantique des Cantiques 7:4). « La tour du Liban » dans ce texte est le « Mont Hermon », dans la chaîne orientale des montagnes du Liban, qui surplombe Damas.
Le nom du pays est mentionné dans des textes de la bibliothèque d'Ebla (2400 av. J.-C.), dans trois des douze tablettes de L'Épopée de Gilgamesh (2100 av. J.-C.), ; dans la Bible, il est attesté 71 fois,. Les textes ougaritiques (XIIᵉ s. av. JC) en parlent de manière allégorique: « Là, aux hauteurs, dans le Liban, la rosée est transformée en vin par El. ».
Le nom Liban est évoqué à plusieurs reprises dans les textes égyptiens. Lorsque Nabuchadnazzar a conquis le Levant en 605 avant JC, il a laissé une stèle à Wadi Brisa, Hermel, affirmant : « J’ai rendu ce pays heureux. J’ai fait en sorte que les habitants du Liban vivent ensemble en sécurité et que personne ne les dérange ».
Al-Tabary, historien du IXe siècle, surtout connu pour son commentaire sur la vie du Prophète de l’Islam, déclare que des pierres du Mont Liban ont été utilisées dans la construction de la Kaaba, et que le Liban était vénéré par les Arabes, avec trois autres montagnes sacrées – le Sinaï, le Mont des Oliviers et Ararat. 
Selon certains spécialistes, c'est un des plus anciens toponymes qui subsistent : aussi vieux, voire plus vieux, que l'écriture selon l'historien Antoine Khoury Harb.
Le Liban, comme nom de l'identité administrative qui deviendra le Liban, est introduit dans les réformes ottomanes de 1861 établissant la mutassarifat du Mont Liban.
En 1920, pendant le mandat français sur la Syrie et le Liban, les villes côtières et les régions du nord, la vallée de la Bekaa et les pentes de la chaîne de montagnes du Liban oriental ont été annexées aux régions du Moutassarifat du Mont-Liban et ont été nommées l'État du Grand Liban - Grand afin de marquer l'extension du pays.
Toutes ces régions ont alors été appelées Liban. Lorsque le Liban a obtenu son indépendance le 22 novembre 1943, le nom "République libanaise" a été adopté.

### Historique du nom «Phénicie»
Comme le démontre Josephine Quinn dans son livre In Search of the Phoenicians (2017), le terme Phénicie est né dans les écritures des grands auteurs du monde grec classique. Huit cents ans av. J.-C., Homère utilise le mot φοίνικες (phoinikes), les « hommes pourpres », dérivé de φοῖνιξ (phoinix), rouge-brun, et qui a donné notre « Phénicie » (vers 1200 av. J.-C.) pour désigner à la fois les marins originaires du littoral oriental de la Méditerranée et la couleur pourpre de Tyr dont le commerce à fait leurs richesse. 
Ce terme fait vraisemblablement moins référence à la couleur de leur peau qu’à celle de la pourpre dont les Phéniciens coloraient leurs étoffes. Ces « Phéniciens » font partie intégrante de la mythologie grecque et apportent l’alphabet en Grèce continentale. On les retrouvera dans les écrits de Hérodote puis dans les tragédies, telles que Les Phéniciennes d’Euripide (c. 410 av. J.-C.). 

### Historique du nom «Syrie»
L’origine du nom « Syrie » n'est pas certaine. Il pourrait venir du grec ancien et désignerait à l’origine la terre d’Aram, mais Hérodote y voyait plutôt une forme abrégée d’Assyrie. Il apparaît pour la première fois en grec et n’a pas d’antécédents identifiables dans les textes pré-hellénistiques. Bien établi dans l’usage officiel romain et byzantin, il disparaît au VIIe siècle avec la conquête musulmane, mais continue à être utilisé en Europe. Dans le monde arabo-musulman, la région autrefois appelée « Syrie » portait le nom de Cham (شام), qui était aussi celui de sa capitale, Damas. Le nom « Syrie » (en arabe : سوريا / sūriyā) était inconnu jusque dans la seconde moitié du XIXe siècle où il ressurgit sous l’influence européenne.
Le Pr Wallace B. Fleming affirme que le nom Syrie est dérivé de Tyr, le nom de la plus importante cité Phénicienne : 

« De toutes les cités Phéniciennes, Tyr était la plus importante; si importante que les Grecs donnèrent son nom à toute la région, l'appelant Συρία, de צור Tsour, Tyr, et ce nom grec s'est perpétué jusqu'à nos jours avec notre mot Syrie14. Elle (la cité) prit son nom Tyr (grec Τύρος, phénicien 𐤑𐤓, arabe صور, assyrien et babylonien Sur-ru, hébreu צור ou צר, égyptien Dara ou Tar, ou Taru dans les lettres de Tell El Amarna, ancien latin Sarra) de l'île, la Sour sémitique, qui signifie roc. »

## Origines du mot «Liban»

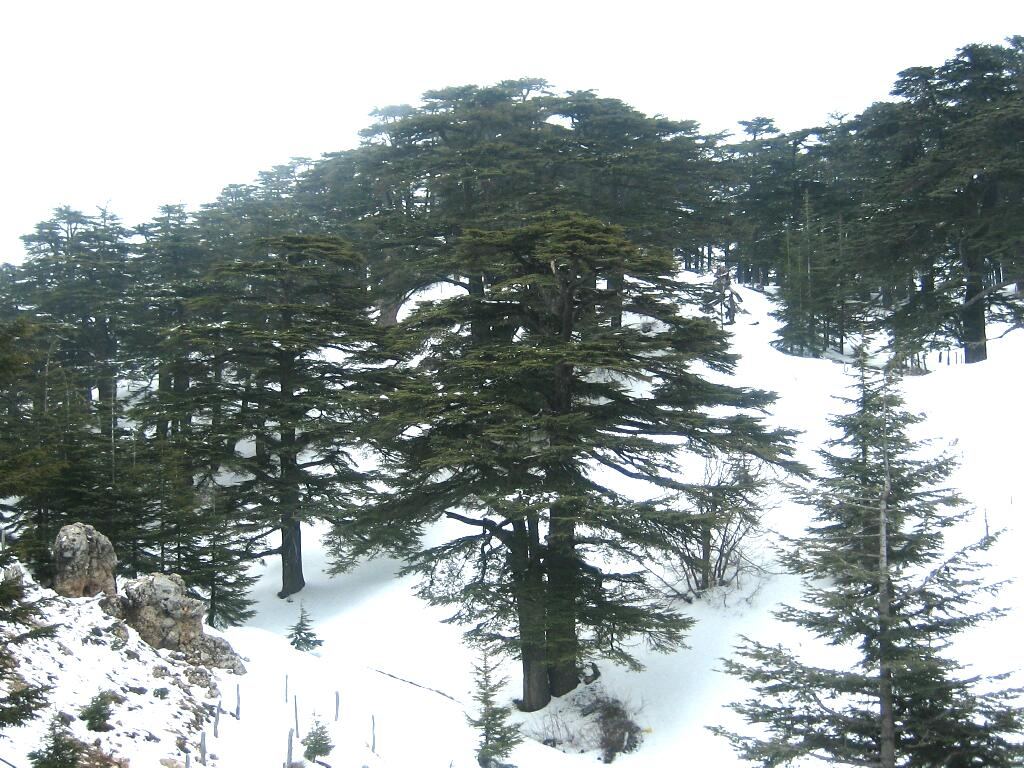
Forêt des Cèdres du Liban en hiver.

### La montagne blanche
Depuis l'Antiquité, le nom « Liban » était utilisé pour désigner la masse montagneuse s'étendant de l'Oronte au nord jusqu'aux limites de la Palestine au sud.
Cette masse montagneuse est composée de deux chaînes : la chaîne orientale et la chaîne occidentale.
Le nom de Liban, « la montagne blanche », pourrait, selon de nombreux auteurs, provenir de deux raisons : la racine phénicienne du mot est lbn (𐤋𐤁𐤍) qui signifie « blanc », en référence au manteau neigeux permanent qui recouvre les Monts Liban, un véritable trésor dans cette région aride et déficitaire en eau qu'est le Moyen-Orient ; mais elle pourrait aussi faire référence à la couleur de ses roches calcaires blanches,.

### L'odeur agréable

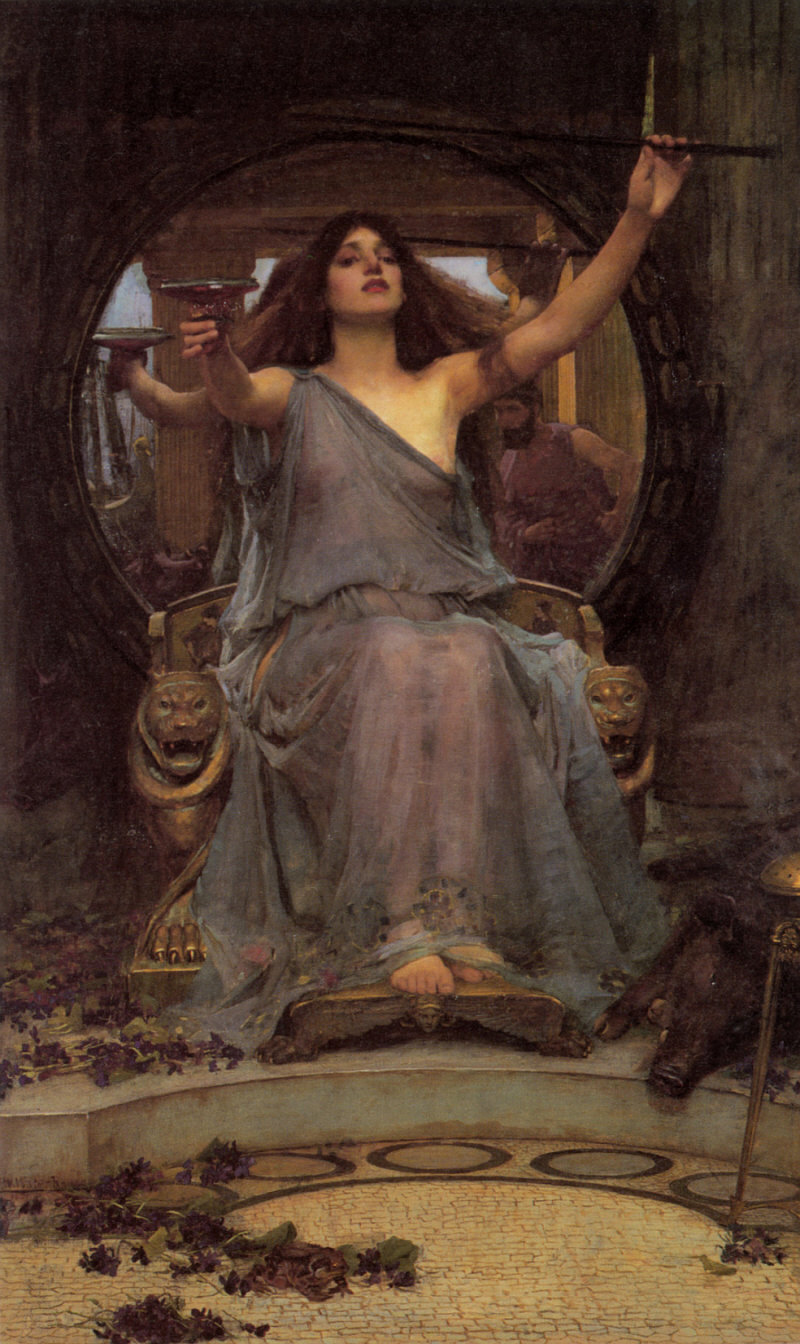
La magicienne Circé.

Une autre explication fait dériver le nom Liban du mot al-loubnā qui signifie l'arbre à storax, ou al-loubān qui signifie l'encens, en raison du parfum agréable de ses arbres et de ses forêts.
Selon Pline l'Ancien, cet arbre était abondant au Liban, et les Grecs l'importaient pour la fumigation et ses propriétés médicinales.
De même, les Grecs appelaient l'encens libanos (en latin : Libanos) et les rites de fumigation libanomancie (en latin : Libanomancie). Cet arbre a été cultivé en Europe, sous le nom d'Aliboufier, et utilisé en médecine.
Le nom pourrait aussi être dû à l'odeur des cèdres répandus au Liban : Virgile mentionne que « Circé, la fille du soleil fastueux, allumait dans son palais du bois de cèdre aromatique afin de répandre une lumière joyeuse ».
L'Ancien Testament mentionne : « Tes lèvres, ô épouse, distillent le miel ; il y a sous ta langue du miel et du lait, et l'odeur de tes vêtements est comme l'odeur du Liban. » (Cantique des Cantiques 4:11) et « Ses rejetons s'étendront, sa beauté sera comme celle de l'olivier, et il aura un parfum comme celui du Liban. » (Osée 14:6).
L'Épopée de Gilgamesh dit : « Ils ont vu la montagne de cèdre... le siège des dieux, la résidence d'Irnini... devant la montagne elle-même, le cèdre porte sa riche production... son ombre est agréable, pleine de parfum ».
Les pharaons disaient au troisième millénaire avant J.-C. : « Ils m'apportent les meilleurs produits de N’gaou (c'est-à-dire la vallée du Nahr Ibrahim au Liban), du térébinthe, du genévrier et du bois de myrrhe... les plus beaux arbres de la terre divine. » 

### Signification spirituelle
C'est un nom syriaque composé de "لب" (Leb) et "أنان" (Anan) et qui signifie « le cœur de Dieu », car les montagnes du Liban étaient connues comme un lieu de résidence des dieux dans les temps anciens.

## D'autres noms pour le Liban
- Akadien : le nom apparaît sous la forme « Luban ».
- Assyrien et Babylonien : « Lublana », « Lublani », « Niblani » et « Lubnanu ».
- Égyptien : « Rmnn » et « Rbrn » (𓂋𓏠𓈖𓈖𓈉). Il est connu que le « R » pharaonique représente les Cananéens[18].
- Araméen : « Libnun ».
- Phénicien : « Libnun ».
- Hébreu : « Levnon ». (לְבָנוֹן).
- Grec et Latin : « Libanos ».
- Arabe : « Lubnān ».(لبنان).
- Turc : « Lübnan ».
- Anglais : « Lebanon ».
- Français : « Liban ».
- Hindi et Ourdou : « Libnan ».